# Chibi
Chibi (* 26. dubna 1977) je zpěvačka kanadské hudební skupiny The Birthday Massacre.
Spolupracovala také s finskou hudební skupinou Vanity Beach, na jejichž debutovém albu Nights of the New nazpívala píseň „The Knight Murders“, a americkou hudební skupinou Kill Hannah, na jejichž šestém albu Wake Up the Sleepers nazpívala píseň „Mouth to Mouth“.
V roce 2009 ji oslovila wrestlingová asociace WWE, aby nazpívala píseň „Hurt You“ pro wrestlerku Katie Lea Burchill.